# Јасмина Димитријевић
Јасмина Димитријевић (Смедеревска Паланка, 7. јул 1973)је српска позоришна, филмска и гласовна глумица. Стална је чланица глумачког ансамбла Књажевско-српског театра у Крагујевцу од 2002. године. 

## Биографија
Рођена у Смедеревској Паланци. Дипломирала глуму на Факултету уметности у Приштини у класи Милана Плећаша. Дипломирала енглески језик и књижевност на Филолошком факултету. Играла је и у представама Народног позоришта у Београду (Х. Ибзен, Непријатељ народа), Опере и театра „Мадленианум“ у Земуну (М. Кунце, С. Леваи, Ребека), Позоришта на Теразијама (Д. Ковачевић, Маратонци трче почасни круг), Установе културе „Палилула“ – Сцене Стаменковић (Т. Штивичић, Двије), Културног центра „Рекс“ (У. Јовановић, Љубав не кошта ништа), Сцене „Шелтер“ и Савеза драмских уметника Србије (Кабаре Супарница) и Трупе „Аријадна“ (Ж. К. Дано, Ручни рад). Учествовала у поеми Игре бројева М. Демића на Великом школском часу у Шумарицама. Остварила улоге у играним филмовима Турнеја, 6 дана мрака, Чарлстон за Огњенку, Унутра и Мали трговац, ТВ серијама Мој рођак са села и Живот чувених математичара као и у више радио драма и серија, те у синхронизацијама анимираних филмова. 

## Улоге
У Књажевско-српском театру остварила следеће улоге: 
- Марица (Браћа Грим, Ивица и Марица),
- Смиља (М. Настасијевић, Код Вечите славине),
- Ана (Д. Ковачевић, Доктор шустер),
- Вида (Б. Нушић, Ожалошћена породица),
- Анжелика (Ж. Фејдо, Хотел Слободан промет),
- Сценограф и Бака (Л. Андрејев/А. Червински/С. Бекет, Реквијем),
- Девојка са маском (Ј. Л. Карађале, Карневалски призори),
- Варвара Стрицески (М. Црњански, Сеобе),
- Паћа (М. Јаноушек, Гусари),
- Софија Давидовић (Д. Поповић, Конак у Крагујевцу),
- Дара (Б. Нушић, Госпођа министарка),
- Екатерина Давидовић (Р. Дорић, Чудо по Јоакиму),
- Катарина (Н. Брадић, Ноћ у кафани Титаник),
- Хелен Робинсон (Х. Ли, Убити птицу ругалицу,
- Демонстрант (Н. Брадић, Принцип суперстар – Месечари),
- Јелисавета (М. Јелић, Јелисаветини љубавни јади због молера),
- Џеси (Д. Бошковић, У ствари, театар),
- Хелена (В. Шекспир, Сан летње ноћи),
- Едит Пјаф (Н. Илић, Врапчић, копродукција са Пулс театром из Лазаревца),
- Рафаела (М. Камолети, Боинг Боинг, копродукција са Краљевачким позориштем),
- Жена (мајка/супруга/снајка/кафанска певачица) (П. Михајловић, Двеста)
- Мери Смит (Р. Куни, Бриши од своје жене)
- Рита (Ј. Кајго, Илда Гершнер)
- Јаника, Станка, Јулка (А.Николић, Расветљавање случаја серије убистава у ћупријском округу 70-тих година ХIX века, копродукција Пулс театар Лазаревац, СКЦ Марковац, Хоп-ла)
- Мајка/Глас/Смрт (П. Михајловић/Кристофер Томас Најт)
- Аманда Вингфилд (Т.Вилијамс/Стаклена менажерија)

## Награде
- Мала лиска на Међународном фестивалу комедије „Мостарска лиска“ за улогу Јелисавете (Јелисаветини љубавни јади због молера) 2016.
- Мала лиска на Међународном фестивалу комедије "Мостарска лиска" за улогу Ане Андрејевне (Ревизор) 2022.
- Специјалне награде за партнерску игру (са Надом Јуришић) у представи У ствари, театар на Међународном фестивалу руске драме „Мост пријатељства“ у граду Јошкар Ола у Русији 2016. године.
- Награда гимназијског жирија за глумицу вечери на Фестивалу првоизведених представа у Алексинцу 2024. за улоге у представи "Расветљавање случаја серије убистава тровањем 70-их година ХIХ века.
- Годишњe наградe Књажевско-српског театра:за улогу Јелисавете у представи Јелисаветини љубавни јади, због молера (2016) и за улоге у представи Расветљавање случаја серије убистава тровањем у ћупријском округу 70-их година ХIX века (2024.).